# Виды рака
Ниже приведен список видов рака — группы заболеваний, при которых происходит аномальное увеличение количества клеток, способных вторгаться в другие части тела или распространяться в них. Не все опухоли или опухолевидные образования являются раковыми; доброкачественные опухоли не классифицируются как рак, поскольку они не распространяются в другие части тела. Известно более 100 видов злокачественных опухолей, поражающих человека.
Раковые заболевания часто описывают по месту возникновения — по частям тела или системам органов, по органам и тканям. Однако некоторые части тела содержат несколько типов тканей, поэтому для большей точности рак дополнительно классифицируют по типу клеток, из которых возникли опухолевые клетки.

## По типу клеток
- Карцинома — рак, происходящий из эпителиальных клеток. В эту группу входят многие из наиболее распространённых видов рака, которые встречаются у пожилых людей. Почти все раковые опухоли, развивающиеся в груди, простате, лёгких, поджелудочной железе и толстой кишке, являются карциномами.
  - Аденокарцинома — рак, образующийся в эпителиальных клетках, вырабатывающих жидкость или слизь. Ткани с таким типом эпителиальных клеток иногда называют железистыми. Большинство видов рака молочной железы, толстой кишки и простаты являются аденокарциномами.
  - Базалиома — рак, который начинается в нижнем или базальном слое[англ.] эпидермиса, являющегося внешним слоем кожи человека.
  - Сквамозно-клеточная карцинома[англ.] — рак, образующийся в сквамозных клетках, которые представляют собой эпителиальные клетки, расположенные непосредственно под внешней поверхностью кожи. Сквамозные клетки также покрывают многие другие органы, включая желудок, кишечник, лёгкие, мочевой пузырь и почки. При рассмотрении под микроскопом сквамозные клетки выглядят плоскими, как рыбья чешуя. Карциномы из сквамозных клеток иногда называют эпидермоидными карциномами.
  - Переходно-клеточная карцинома[англ.] — рак, образующийся в эпителиальной ткани, называемой переходным эпителием, или уротелием. Эта ткань, состоящая из множества слоёв эпителиальных клеток, которые могут увеличиваться и уменьшаться в размерах, находится в оболочке мочевого пузыря, мочеточников, части почек (почечной лоханки) и некоторых других органов. Некоторые виды рака мочевого пузыря, мочеточников и почек являются переходно-клеточными карциномами.
- Саркома — раковые опухоли, возникающие из соединительной ткани (кости, хрящи, жир, нервы), каждая из которых развивается из клеток, происходящих из мезенхимальных клеток вне костного мозга.
  - Остеосаркома — самый распространённый вид рака костей.
  - Лейомиосаркома[англ.] — раковая опухоль из гладкомышечных клеток, которая может возникнуть практически в любом месте организма, но чаще всего встречается в матке, брюшной полости или тазу.
  - Саркома Капоши — вид рака, при котором очаги поражения растут в коже, лимфатических узлах, слизистой оболочке рта, носа и горла, а также в других тканях организма. Очаги обычно фиолетового цвета и состоят из раковых клеток, новых кровеносных сосудов и клеток крови. Они могут возникать одновременно в нескольких местах тела. Саркома Капоши вызывается вирусом герпеса человека 8 типа (KSHV). В США она обычно возникает у людей со слабой иммунной системой, вызванной СПИДом или лекарствами, используемыми при трансплантации. Также встречается у пожилых мужчин еврейского или средиземноморского происхождения или у молодых мужчин в Африке.
  - Злокачественная фиброзная гистиоцитома — вид рака, который обычно образуется в мягких тканях, но может образовываться и в костях. Может возникнуть в любом месте тела, но обычно возникает в ногах (особенно в бёдрах), руках или задней части живота, а также в той части тела, где пациент в прошлом получал лучевую терапию. Злокачественные фиброзные гистиоцитомы часто быстро растут и распространяются на другие части тела, включая лёгкие. Свойственны пожилым людям, а иногда могут стать вторым раком у пациентов, у которых была ретинобластома.
  - Липосаркома — редкий вид рака, который зарождается в жировых клетках. Обычно образуется в жировой прослойке под кожей или в глубоких мягких тканях ног (особенно в области бедра или задней поверхности колена) или в брюшной полости. Она может образовываться и в других частях тела. Большинство липосарком безболезненны и растут медленно, но некоторые могут расти быстро и распространяться на близлежащие ткани или в другие части тела. Липосаркомы обычно встречаются у взрослых и редко у детей и подростков. Они представляют собой разновидность саркомы мягких тканей.
  - Дерматофибросаркома выбухающая[англ.] — тип опухоли, которая начинается как твёрдый узелок и медленно растёт. Эти опухоли обычно обнаруживаются в дерме конечностей или туловища. Они могут прорастать в окружающие ткани, но не распространяются на другие части тела. Эти опухоли относятся к гигантоклеточным фибробластомам[англ.].
- Лимфома и лейкоз: эти два класса рака возникают из незрелых клеток, которые берут начало в костном мозге и должны полностью дифференцироваться и превратиться в нормальные компоненты иммунной системы и крови, соответственно. Острый лимфобластный лейкоз — самый распространенный вид рака у детей, на него приходится ~30% случаев[3]. Однако лимфома и лейкоз развиваются гораздо чаще у взрослых, чем у детей.
- Опухоли половых клеток — раковые опухоли, происходящие из плюрипотентных клеток, чаще всего возникающие в яичке или яичнике (семинома и дисгерминома, соответственно).
- Бластома — рак, происходящий из незрелых клеток-предшественников или эмбриональной ткани. Бластомы обычно чаще встречаются у детей (например, нейробластома, ретинобластома, нефробластома, гепатобластома, медуллобластома и т. д.), чем у пожилых людей.
- Меланома — рак, развивающийся из меланоцитов.

## По органам или тканям

### Опорно-двигательный аппарат
- Рак костей
- Саркома Юинга
- Хордома
- Рабдомиосаркома, детский возраст
- Саркома мягких тканей

### Мозг и нервная система
- Опухоль головного мозга, взрослый
- Опухоль головного мозга, детский возраст
- Астроцитомы
- Глиома ствола головного мозга
- Атипичная тератоидная/рабдоидная опухоль центральной нервной системы
- Медуллобластома и другие эмбриональные опухоли центральной нервной системы
- Опухоли зародышевых клеток центральной нервной системы
- Краниофарингиома
- Эпендимома
- Нейробластома
- Опухоль гипофиза
- Первичная лимфома центральной нервной системы (ЦНС)

### Молочная железа
- Рак молочной железы
- Рак молочной железы у детей
- Рак молочной железы при беременности
- Рак молочной железы у мужчин

### Эндокринная система
- Адренокортикальная карцинома
- Опухоли островковых клеток, нейроэндокринные опухоли поджелудочной железы
- Нейроэндокринная карцинома кожи (карцинома клеток Меркеля)
- Нейроэндокринная опухоль желудочно-кишечного тракта
- Рак паращитовидной железы
- Параганглиома
- Феохромоцитома
- Опухоль гипофиза
- Рак щитовидной железы

### Глаз
- Меланома, внутриглазная
- Ретинобластома

### Желудочно-кишечный тракт
- Рак анального канала
- Рак аппендикса (см. Нейроэндокринная опухоль желудочно-кишечного тракта)
- Рак желчных протоков
- Рак толстой кишки
- Рак пищевода
- Рак желчного пузыря
- Рак желудка
- Гастроинтестинальная стромальная опухоль (ГИСО)
- Опухоли островковых клеток, нейроэндокринные опухоли поджелудочной железы
- Рак печени, первичный у взрослых
- Рак печени, детский
- Нейроэндокринная опухоль, желудочно-кишечный тракт
- Рак поджелудочной железы
- Рак прямой кишки
- Рак тонкой кишки
- Рак желудка

### Мочеполовая
- Рак мочевого пузыря
- Рак почки (почечно-клеточный)
- Рак полового члена
- Рак предстательной железы
- Рак почечной лоханки и мочеточника, переходные клетки
- Рак яичка
- Рак уретры
- Опухоль Вильмса и другие детские опухоли почек

### Зародышевая клетка
- Центральная нервная система, детский возраст
- Экстракраниальная опухоль зародышевых клеток, детский возраст
- Экстрагонадальная опухоль зародышевых клеток
- Опухоль зародышевых клеток яичника
- Рак яичка

### Гинекологические
- Рак шейки матки
- Рак эндометрия
- Рак фаллопиевой трубы
- Гестационная трофобластическая опухоль
- Эпителиальный рак яичников
- Опухоль зародышевых клеток яичника
- Опухоль яичника с низким злокачественным потенциалом
- Первичный рак брюшины
- Саркома матки
- Рак влагалища
- Рак вульвы

### Голова и шея
- Рак гипофарингеальной области
- Рак гортани
- Рак губы и полости рта
- Метастатический сквамозный рак шеи с оккультной первичной опухолью
- Рак ротовой полости
- Рак носоглотки
- Рак ротоглотки
- Рак околоносовых пазух и полости носа
- Рак паращитовидной железы
- Рак глотки
- Рак слюнных желез
- Рак горла
- Рак щитовидной железы

### Гематология/кровь
- Лейкемия
  - Острый лимфобластный лейкоз, взрослый
  - Острая лимфобластная лейкемия, детский возраст
  - Острый миелоидный лейкоз, взрослый
  - Острая миелоидная лейкемия, детский возраст
  - Хронический лимфоцитарный лейкоз
  - Хронический миелогенный лейкоз
  - Волосатоклеточный лейкоз
- Лимфома
  - Лимфома, связанная со СПИДом
  - Кожная Т-клеточная лимфома (см. Микоз Фунгоидес и синдром Сезари)
  - Лимфома Ходжкина, взрослый
  - Лимфома Ходжкина, детский возраст
  - Лимфома Ходжкина во время беременности
  - Фунгоидный микоз
  - Неходжкинская лимфома, взрослый
  - Неходжкинская лимфома, детский возраст
  - Неходжкинская лимфома во время беременности
  - Первичная лимфома центральной нервной системы
  - Синдром Сезари
  - Т-клеточная лимфома, подкожная (см. Микоз Фунгоидес и Синдром Сезари)
  - Макроглобулинемия Вальденстрема (см. Неходжкинская лимфома)
- Другие
  - Хронические миелопролиферативные новообразования
  - Гистиоцитоз клеток Лангерганса
  - Множественная миелома/плазмоклеточное новообразование
  - Миелодиспластические синдромы
  - Миелодиспластические/миелопролиферативные новообразования

### Кожа
- Кожная Т-клеточная лимфома (см. Микоз Фунгоидес и синдром Сезари)
- Саркома Капоши
- Меланома
- Клеточная карцинома Меркеля
- Рак кожи
- Т-клеточная лимфома, подкожная (см. Микоз Фунгоидес и синдром Сезари)

### Торакальная и респираторная
- Мелкоклеточный рак легкого
- Рак легких, мелкоклеточный
- Плевропульмональная бластома, детский возраст
- Трахеобронхиальные опухоли, детский возраст
- Злокачественная мезотелиома
- Тимома и тимическая карцинома

### Связанные с ВИЧ/СПИДом
- Лимфома, связанная со СПИДом
- Первичная лимфома центральной нервной системы
- Саркома Капоши